# Robert Stull
Robert Ernest Stull (Fort Lauderdale, 5 settembre 1960) è un ex schermidore e pentatleta statunitense.

## Biografia
Ha partecipato ai Giochi della XXIV Olimpiade di Seul nel 1988 ed ai Giochi della XXV Olimpiade di Barcellona nel 1992.

## Palmarès
In carriera ha conseguito i seguenti risultati:
- Giochi panamericani:

Indianapolis 1987: argento nella spada a squadre.